# SIG P250手槍
SIG P250是西格&紹爾生產的9×19毫米魯格緊湊型半自動手槍，目前已停產。

## 設計
P250裝有3.86寸槍管及15發彈匣，空槍只重約1.5磅，扣力為8.6磅，有以下的特點：
- 採用一般手槍常見的缺口式照門
- 底部配有戰術導軌
- 採用與其他SIG手槍相同的短後座作用原理、閉鎖式槍機（英语：Closed bolt）、純雙動扳機系統設計
- 由於採用簡化部件設計，分解P250時無須專門工具[2]
- 裝有防意外擊針保險裝置，所以不設手動保險制

P250在2007年11月推出了9×19毫米魯格及.45 ACP口徑版本，而.357 SIG及.40 S&W於2009年推出。

## 型號
原廠型號：
- 普通型
- 緊湊型
- 袖珍型

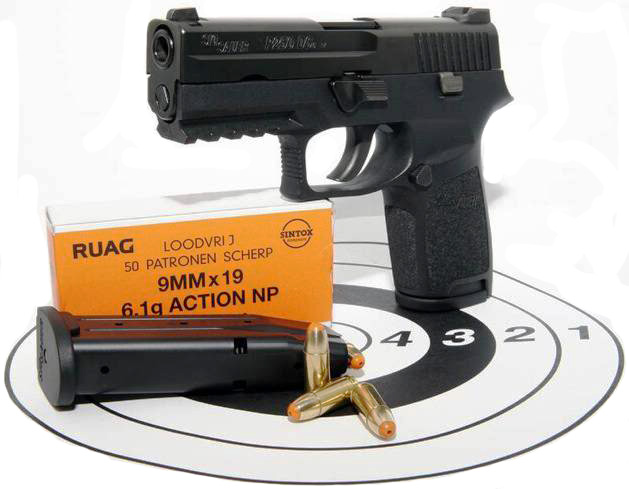
採用RUAG ACTION 4 NP 的彈藥的SIG Sauer PPNL 手槍。

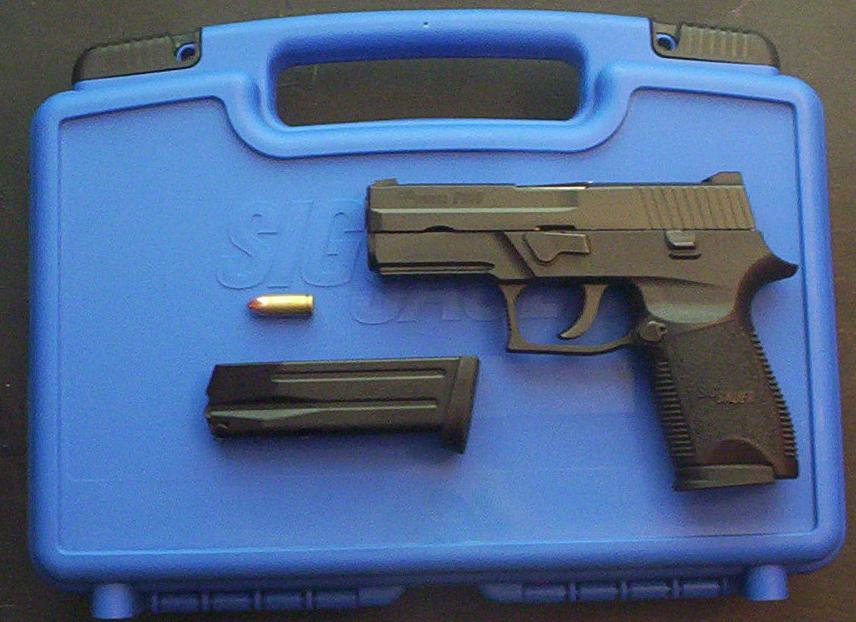
一支使用9mm彈藥的SIG P250

- PPNL (Politie Pistool Nederland - Police Pistol Netherlands)：採用RUAG ACTION 4 NP的彈藥的P250，已經停產。

## 使用者
- 香港
  - 香港警務處刑事部（採用P250DCc型號，2024年7月起將逐步被CS/LP5替換）
    - 有組織罪案及三合會調查科
    - 刑事調查隊
    - 重案組
    - 刑事情報科
    - 商業罪案調查科
    - 毒品調查科[3][4][5][6]
- 澳門
  - 治安警察局
    - 特別巡邏組
- 英国
  - 武裝警察單位[7]

### 已取消
- 荷蘭：警察，特製的PPNL型號以取代瓦爾特P5及格洛克17；最後選擇P99Q作為新佩槍。
- 中華民國：內政部警政署，現改採用瓦爾特PPQ半自動手槍。
- 美国：聯邦航空警察（英语：Federal Air Marshal Service），以取代SIG P229半自動手槍

## 流行文化

### 電影
- 2012年—《寒戰》：型號為P250 Dcc，由劉傑輝（郭富城飾演）、徐永基（錢嘉樂飾演）和李文彬（梁家輝飾演）所使用。
- 2014年—《殺手的品格（英语：No Tears for the Dead）》：裝上抑制器，由坤（張東健飾演）在電影開頭用以擊殺俄羅斯黑手黨成員。
- 2017年—《寒戰II》：型號為P250 Dcc，由劉傑輝（郭富城飾演）和李文彬（梁家輝飾演）所使用。

### 電子遊戲
- 2012年—：為CS:GO新加入的武器，用以替代過往作品中的SIG P228半自動手槍，命名為“P250”。奇怪地没有無彈後定（在續作《絕對武力2》的2025年8月更新中修正了換彈動作，並增加了“戰術性”換彈動作，不過在殘彈數並非為0時換彈玩家角色仍然會拉動滑套）。